# Pseudechinus albocinctus
Pseudechinus albocinctus is een zee-egel uit de familie Temnopleuridae.
De wetenschappelijke naam van de soort werd in 1872 gepubliceerd door Frederick Wollaston Hutton.